# Banganarti
Banganarti ist ein kleines Dorf in Sudan, etwa auf halbem Weg zwischen dem 3. und 4. Nilkatarakt gelegen, ca. 10 km entfernt von Alt Dunqula, der Hauptstadt von Makuria. In der Nähe dieses Dorfes wurden Reste von beachtlichen mittelalterlichen Kirchen gefunden.

## Große Kirche bei Banganarti

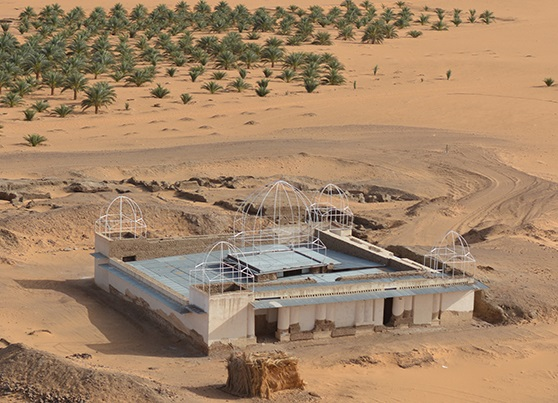
Rekonstruierte Kirche von Banganarti

Die große Kirche bei Banganarti wird seit 2001 von einem polnischen Team ausgegraben. Hier entdeckte man zwei aufeinanderfolgende Kirchenbauten, die vom 7. bis 11. Jahrhundert erbaut wurden. In den Bauten fanden sich verschiedene Grabanlagen, die eventuell Ziel von Pilgern waren. Um die Kirche war ein ca. 80 × 100 umwallter Bezirk angelegt. Sie war daneben mit hochwertigen Wandmalereien ausgeschmückt. Nicht dekorierte Wände sind mit Inschriften in schlechtem Griechisch, Altnubisch oder mit einer Mischung beider Sprachen überzogen. Die Inschriften nennen einige bisher wenig bezeugte nubische Könige und weitere wichtige Personen, z. B. eine Königsmutter. Sie sind daher von großer historischer Bedeutung.

## Bedeutung
Banganarti war offensichtlich ein sehr wichtiges christliches Pilgerzentrum. Die letzten Inschriften datieren um 1350. Um diese Zeit scheint die Kirche aufgegeben worden zu sein.